# Skrzynka (Myślenice)
Pour les articles homonymes, voir Skrzynka.

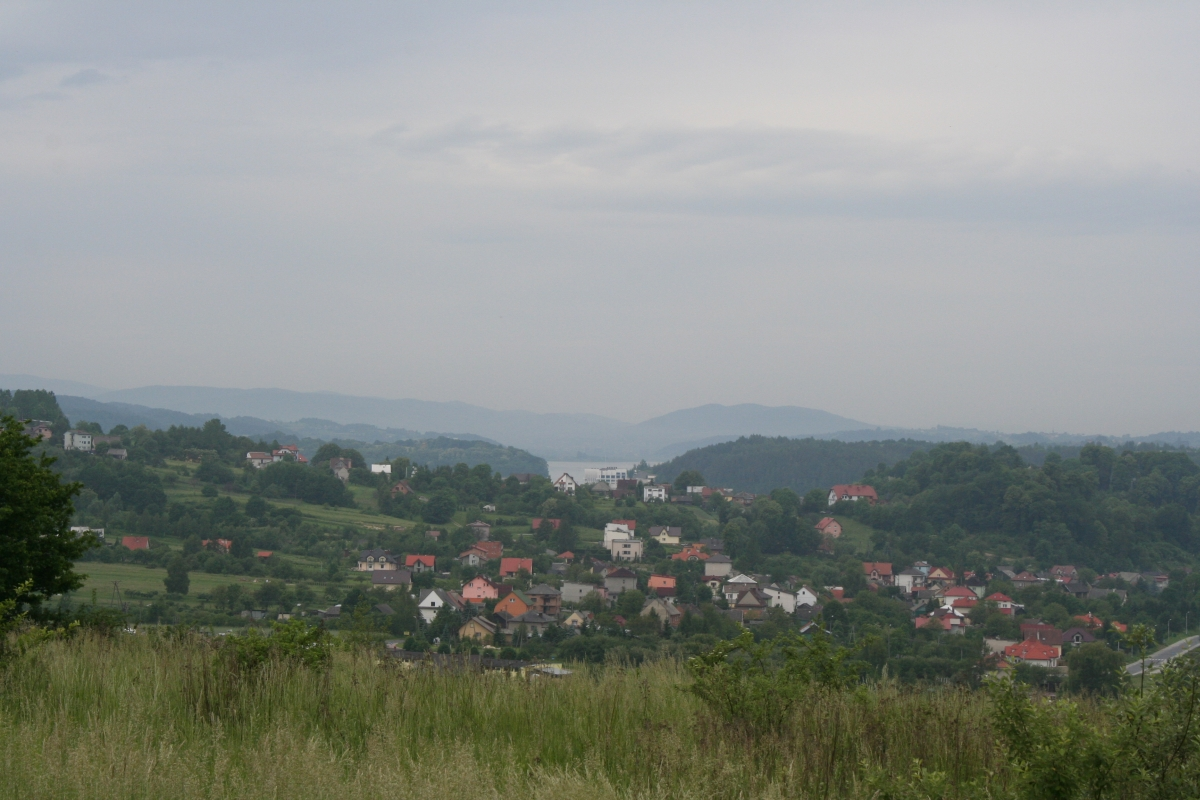

Skrzynka est une localité polonaise de la gmina de Dobczyce, située dans le powiat de Myślenice en voïvodie de Petite-Pologne.